# Гусбі (Німеччина)
Гусбі (нім. Husby), також Гусбю (дан. Husby) — громада в Німеччині, розташована в землі Шлезвіг-Гольштейн. Входить до складу району Шлезвіг-Фленсбург. Складова частина об'єднання громад Гюруп.
Площа — 19,32 км2. Населення становить 2418 ос. (станом на 31 грудня 2020).